# Prawitz Öberg
Hartwig Edmund Prawitz Öberg (16. listopadu 1930, Gislöv, Švédsko – 4. listopadu 1995) byl švédský fotbalista a později trenér, který hrával na pozici obránce. V roce 1962 získal ve Švédsku ocenění Guldbollen pro nejlepšího fotbalistu roku. Přestože hrál většinou obránce, dokázal zastat i posty záložníka a útočníka.
Celou svou kariéru strávil v klubu Malmö FF, s nímž získal jeden ligový titul v Allsvenskan a jedno prvenstí ve Svenska Cupen. Po ukončení aktivní hráčské kariéry vedl krátce jako trenér švédský klub Lunds BK.

## Reprezentační kariéra
Nastupoval za švédskou fotbalovou reprezentaci. Celkem odehrál v národním týmu 26 zápasů a vstřelil 5 gólů.
Účast Prawitze Öberga na vrcholových turnajích:
- Mistrovství světa 1958 ve Švédsku (2. místo po finálové porážce 2:5 s Brazílií, zisk stříbrných medailí)

## Odkazy

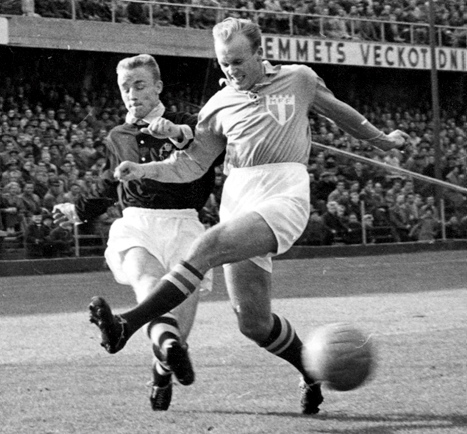
Prawitz Öberg v dresu Malmö FF (vpravo) a Kurt Liander z AIK Stockholm v zápase v roce 1956.